# Tadeusz Reschke
Tadeusz Reschke (ur. 26 stycznia 1957 w Bydgoszczy) – polski koszykarz, reprezentant Polski, uczestnik Mistrzostw Europy 1983.
Karierę zawodniczą rozpoczął w AZS Bydgoszcz, w 1975 roku z dwoma braćmi, Jerzym i Stefanem, przeniósł się do Wałbrzycha, z którym zdobył dwukrotnie mistrzostwo i trzykrotnie wicemistrzostwo Polski. W sezonie 1987/1988 z Górnikiem zdobył ostatnie mistrzostwo Polski. Rok później na stałe wyjechał do Niemiec, by grać w TuRa Braunschweig. Kontuzja kręgosłupa nie pozwoliła zbyt długo kontynuować kariery..Powrócił do Polski i mieszka w Szczawnie-Zdroju.

## Przebieg kariery
- 1973–1975: AZS Bydgoszcz
- 1975 - 1988: Górnik Wałbrzych
- 1988–1995: TuRa Braunschweig

## Osiągnięcia
- uczestnik mistrzostw Europy (1983)
- dwukrotny mistrz Polski (1982, 1988)
- trzykrotny wicemistrz Polski (1981, 1983, 1986)
- finalista Pucharu Polski (1979)
- reprezentant Polski